# ميشيل رول

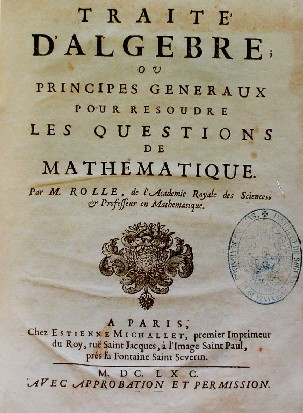
غلاف كتاب "رسالة في الجبر" لميشيل رول

ميشيل رول (بالفرنسية: Michel Rolle)‏ ـ (ولد في أمبير بمقاطعة أوفيرن الفرنسية في 21 أبريل 1652 وتوفي في باريس في 8 نوفمبر 1719) هو عالم رياضيات فرنسي اشتهر بوضعه مبرهنة رول (1691)، كما كان أحد من اشتركوا في ابتكار الحذف الغاوسي في أوروبا (1690). ضُم إلى عضوية الأكاديمية الفرنسية للعلوم سنة 1685. في سنة 1690 نشر رول كتابه «رسالة في الجبر» (بالفرنسية: Traité d'Algebre)‏، وهي المؤلف الذي تضمن أول وصف منشور في أوروبا لخوارزمية الحذف الغاوسي. توفي رول في باريس في 8 نوفمبر 1719، ولا تعرف ملامحه على وجه التحديد لعدم وجود أي رسم له.